# 挪威要塞
挪威要塞（德語：Festung Norwegen）是第二次世界大战期间，納粹德國在德占挪威时期建设的一套坚固的防御工事体系。部分德方高层人物——包括挪威总督辖区总督约瑟夫·特博文认为若盟军在欧洲大陆获胜，那么建在挪威的这套防御体系就能成为保卫納粹德國的最后一道有力防线。但这种想法导致德方将相当大的一部分兵力部署在挪威，在欧洲大陆兵力不足，战争结束得更快了。

## 大西洋壁垒
德方为预防盟军入侵而建设了大西洋壁壘防御体系，挪威要塞是该体系不可或缺的组成部分，挪威要塞的防御工事基本都修建在海岸炮周围，但也其中也有防空炮台，亦有坦克和步兵部队。在占领挪威期间，德军曾在此驻军40万人，其中的一大部分都负责防卫大西洋壁壘的北方侧翼。
在预想中，从南海岸的奧斯陸峽灣到挪威-苏联边境的整条挪威海岸线都將被挪威要塞覆盖。德國入侵挪威的威悉演习行动计划中就包括将德方海岸炮兵部队立刻部署到挪威各大主要城市——霍滕、克里斯蒂安桑、斯塔万格、卑爾根、特隆赫姆以及纳尔维克周边的海岸炮台。

## 海岸炮台

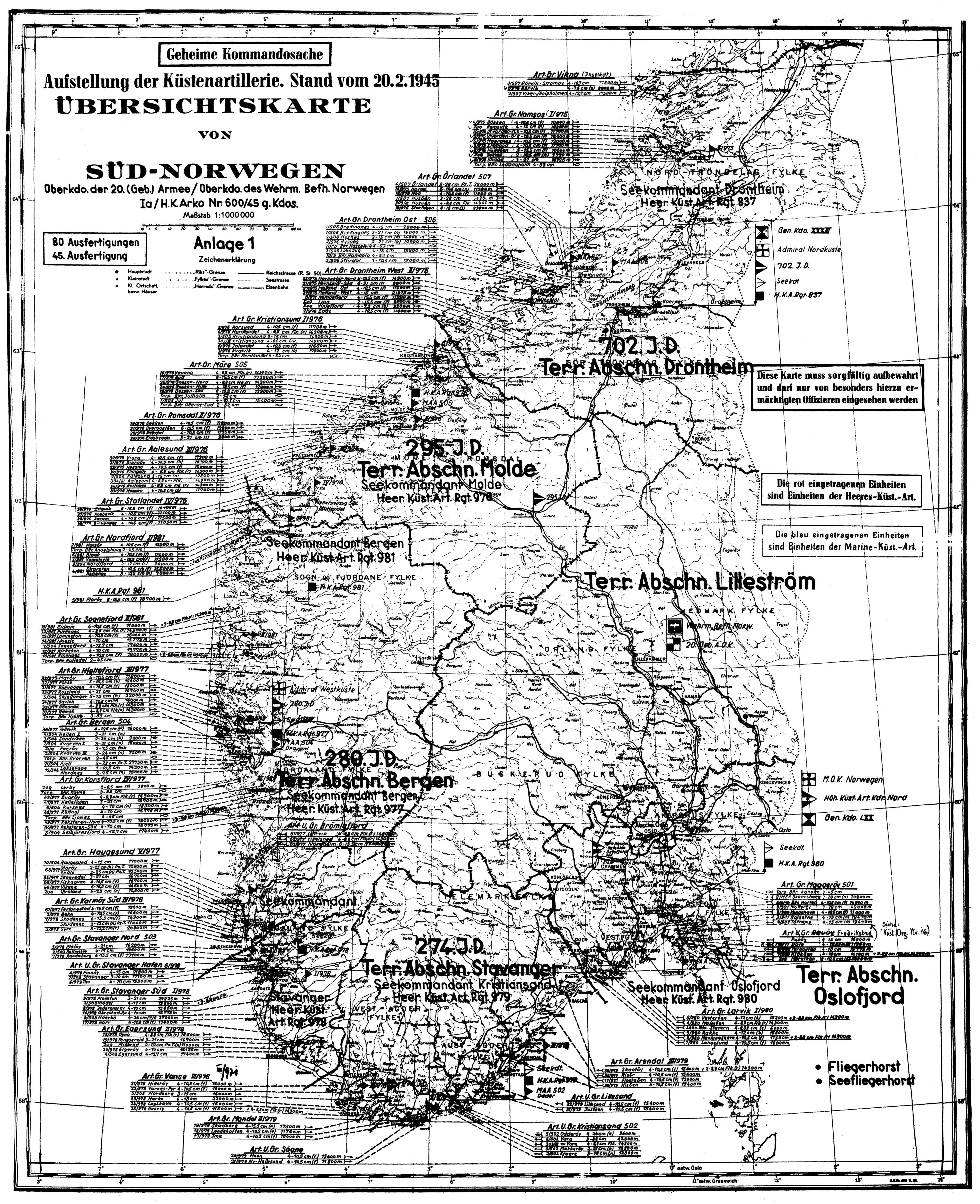
挪威南部德国海岸炮兵的阵地（1945年2月）

范围广阔的海岸炮台网沿着整条挪威海岸铺开，组成这张网的有重炮炮台（155毫米口径以上）、中型火炮炮台（120-155毫米口径）以及轻型火炮炮台（120毫米口径以下）。这些炮台是按照典型的防御思想布设的，目的是保护通向主要人口中心的道路，在盟軍可能登陆的海岸设防。德军还给这些炮台的守军配备了近战武器，比如机枪等轻武器。至战争结束，挪威海岸线上共有221座炮台，归属德國国防军海军或陆军指挥。在克里斯蒂安桑、卑尔根、特隆赫姆、博根以及哈尔斯塔五地还设有防空炮台（海军高射炮）；海军高射炮都是88毫米口径的。配备给德军防线的坦克是三號坦克（有两个型号：50毫米口径，60倍径主炮/75毫米口径，24倍径主炮）和三號突擊砲（75毫米口径，48倍径主炮）。菲耶尔要塞还配有一座283毫米SK C/34速射炮炮塔，该炮塔取自格奈森瑙號戰艦。菲耶尔要塞堪称整个北欧最坚固的要塞之一。。

## 尾声
战争结束了，挪威要塞的很多防御工事都没等来作战机会。挪威要塞将一些德军部队限制在欧洲大陆主战场之外。为了令德方误以为盟军将在1944年进攻挪威以及多佛尔海峡，英方发动了坚忍行动，成功令德军调走了部署在诺曼底地区的兵力。